# À la dérive (film, 2006)
Cet article concerne le film de Stuart McDonald. Pour le film de Guy Ritchie, voir À la dérive.
Pour les articles homonymes, voir À la dérive et Stranded.
Pour plus de détails, voir Fiche technique et Distribution.
À la dérive (Stranded) est un film australien réalisé par Stuart McDonald, sorti en 2006.

## Fiche technique
- Titre : À la dérive
- Titre original : Stranded
- Réalisation : Stuart McDonald
- Scénario : Kathleen O'Brien
- Montage : Bill Murphy
- Décors : Josephine Ford
- Costumes : Cappi Ireland
- Production : Lizzette Atkins et Beth Frey
- Pays :  Australie
- Langue : Anglais
- Genre : drame
- Durée : 52 minutes
- Année de sortie : 2006

## Distribution
- Emma Lung : Claudia
- Emily Browning : Penny
- Robert Morgan (en) : Rex
- David Hoflin : Cam
- Nicky Wendt : Linda
- Ross Thompson : Vinnie, sérieux
- Damien Richardson : Vinnie, désireux
- Kodi Smit-McPhee : Teddy
- Casside Barlow : Tiffany
- Tracey Callander : Vicki
- Maggie Miles : tante Jasmine
- Sonya Suares : Nanny